# Leutersdorf (Saxònia)
Leutersdorf és un municipi alemany que pertany a l'estat de Saxònia. Està situat al sud de l'Alta Lusàcia, prop de la frontera txeca. Limita amb els municipis de Seifhennersdorf, Großschönau i Varnsdorf al sud, Neugersdorf al nord-oest, Eibau al nord i Oderwitz a l'est. Comprèn els districtes de Folge, Hetzwalde, Leutersdorf, Neuwalde, Sorge i Spitzkunnersdorf.

## Personatges il·lustres
- Aloys Scholze († 1942 al Camp de concentració de Dachau), sacerdot catòlic de Leutersdorf
- Konrad Beyreuther (* 1941), físic molecular.